# Форт-Уайтмен, Ловетт
Ловетт Хьюи Форт-Уайтмен (Lovett Huey Fort-Whiteman, Форт Вайтмен Ловет, 3 декабря 1889 года, Даллас, Техас, США — 13 января 1939 года, Оротукан, Колыма, СССР) — американский политический активист и функционер Коммунистического интернационала. Первый темнокожий американец, посетивший Коммунистический университет трудящихся Востока в Советском Союзе в 1924 году, позже Форт-Уайтмен стал первым национальным организатором массовой Американского негритянского рабочего конгресса при Коммунистической партии США. Журнал Time назвал Форта-Уайтмена в 1925-м «самым красным из черных». Умер в лагере на Колыме.

## Биография

### Ранние годы
Ловетт Хьюи Форт-Уайтмен родился в Далласе, штат Техас, в декабре 1894 года. Его отец, Мозес Уайтмен, родился в рабстве в Южной Каролине, он переехал в Техас незадолго до 1887 года и работал там уборщиком и занимался мелким скотом. В возрасте 35 лет Мозес Уайтмен женился на 15-летней Элизабет Форт. Ловетт стал первым ребёнком пары, позже родилась его сестра Хейзел.
Ловетт посещал одну из немногих средних школ на юге Америки, открытую для чернокожих. Форт-Уайтмен получил образование лучше, чем многие афроамериканские дети той эпохи, учась в государственных школах Далласа. После средней школы примерно в 1906 году Форт-Уайтмен поступил в Институт Таскиги (штат Алабама), где он учился на машиниста. Несмотря на полученное образование, Форт-Уайтмен поступил в медицинский колледж Мехарри в Нэшвилле (штат Теннесси), он планировал стать врачом, но не завершил курс.
В 1910 году после смерти отца Форт-Уайтмен переехал с матерью и младшей сестрой в район Гарлема в Нью-Йорке. Чтобы прокормить семью, он работал курьером в отеле, при этом вынашивая мечту стать профессиональным актёром.

### Мексиканские годы
Однако Форт-Уайтмен быстро отказался от своих драматических амбиций и переехал на 2-3 года на мексиканский полуостров Юкатан, где работал бухгалтером у производителя канатов. Свободно владея испанским языком, одновременно он изучал основы французского языка.
Форт-Уайтмен был необычайно воодушевлён мексиканской революцией 1910-17 годов, которую застал на Юкатане весной 1915 года, когда революционеры продвигали программу реформ, преодолевая стойкое сопротивление богатых землевладельцев и римско-католической церкви. Он стал убежденным приверженцем идеи радикального преобразования общества через профсоюзы, синдикализм, и вступил в организацию Casa del Obrero Mundial (COM — Дом рабочих Мира). Ловетт под влиянием СОМ становился радикальнее, организация пыталась обострить революционное движение и нанести удар по новому правительству Юкатана, из-за чего её закрыли. А Форт-Уайтмен под видом моряка покинул Юкатан в 1917 году, сначала направился в Гавану (Куба), а затем — в Галифакс (Новая Шотландия, Канада). Там он высадился и под псевдонимом «Гарри В. Форт» направился в город Монреаль, откуда осторожно вернулся в Соединённые Штаты как официант в вагоне-ресторане.

### Радикальный активизм в Нью-Йорке
В Нью-Йорке Форт-Уайтмен близко познакомился с ведущими чернокожими социалистами Аса Филипом Рэндольфом и Чендлером Оуэном — издателями журнала The Messenger. Статьи Форт-Уайта неоднократно публиковались в The Messenger. До своего вступления в Коммунистическую партию США Форт-Уайтмен был социалистом и сторонником Индустриальных рабочих мира. Он записался на курсы в Школу социальных наук Рэнда (социалистическую школу, управляемую Социалистической партией Америки) и вступил в партию. В школе он познакомился с людьми, которые в последующие годы станут видными деятелями мирового радикального движения, включая японского эмигранта Сена Катаяму и недавнего переселенца из британской Гвианы Отто Хуисвуд.
Взяв в руки перо в качестве нового редактора Messenger, в 1918 году Форт-Уайтман оказался в эпицентре Гарлемского ренессанса — многостороннего и динамичного культурного движения чернокожих, посвященного художественному и политическому развитию афроамериканской культуры, известна как «Новый негр». Форт-Уайтмен даже попробовал себя в качестве писателя, опубликовав в The Messenger два провокационных художественных произведения, посвященных межрасовым любовным отношениям.
В этот же период Форт-Уайтмен знакомится с карикатуристом-анархистом Робертом Майнором, ещё одним эмигрантом из Техаса. Майнор посетил советскую Россию в 1918 году и в непосредственной близости видел Октябрьскую революцию. Форт-Уайтмен последовал за своим другом и вступил в Коммунистическую рабочую партию Америки вскоре после её образования в сентябре 1919 года.
Уже в октябре Форт-Уайтмена арестовали в Сент-Луисе на выступлении перед горсткой членов партии, в которую, однако, проник информатор из военной разведки. Как видный чернокожий коммунистический «опасный агитатор», Форт-Уайтмен подвергся тщательной проверке Федерального бюро расследования. Его обвинили в нарушении Закона о шпионаже за открытую поддержку «сопротивления Соединенным Штатам», хотя Форт-Уайтмен отрицал, что когда-либо использовал такую фразу в своей речи в Сент-Луисе. Ловетт пробыл в тюрьме несколько месяцев после ареста, но ему удалось избежать длительного тюремного срока.

### Чёрный коммунистический лидер
В период с 1920 по 1922 годы американское коммунистическое движение вело подпольное существование, причем Форт-Уайтмен, по-видимому, сохранил членство в партии несмотря на череду слияний и расколов движения. Он вновь стал известен публике в феврале 1923 года как член редакционного коллектива The Messenger. Ряд историков полагает, что он был членом легальной коммунистической организации Рабочая партия Америки (WPA) с начала её основания, в январе 1922 года. Форт-Уайтмен публично признал свою принадлежность к компартии только в январе 1924 года, опубликовав статью в The Daily Worker — официальной англоязычной газете WPA.
В феврале 1924-го Форт-Уайтмен стал одним из 250 делегатов «негритянского синедриона», чикагского съезда по вопросам, волнующим чернокожих представителей рабочего класса, в котором WPA играла значительную организационную роль через посредничество своих нью-йоркских представительств. Ловетт выступал на собрании WPA и Африканского кровного братства Сирила Бриггса и продвигал программу организации, назначенную положить конец расовой сегрегации в жилищном строительстве, заключать контракты для защиты фермеров, осуждать колониализма в Африке и требовала от правительства США признать Советский Союз.
В течение 1920-х годов происходила так называемая «Великая миграция» афроамериканцев, перебиравшихся с юга в северные города Соединённых Штатов. Американское коммунистическое движение стремилось извлечь выгоду из переехавших афроамериканцев проблем со экономическим лишением и с расизмом, инициировав недолговечную массовую организацию (подставную группу), известную как Negro Tenants Protective League. Среди прочего, группа агитировала бастовать против арендной платы в целях борьбы с несправедливым обращением со стороны арендодателей.
Форт-Уайтмен к тому времени руководил «негритянской работой» коммунистической партии и входил в состав учредительного комитета Международной защиты труды (International Labour Defense), организации объединённого фронта, которая оказывала юридическую и финансовую поддержку трудовым активистам, заключенным в тюрьму за их пропаганду. 31 марта 1924 года Форт-Уайтмен выступил на учредительном съезде лиги в Чикаго вместе с другими высокопоставленными должностными лицами Рабочей партии, включая Роберта Майнора и Отто Хуисвуда.

### Американский негритянский рабочий конгресс
Весной 1925 года Форт-Уайтмен стал одним из 17 темнокожих членов Рабочей (коммунистической) партии, подписавших официальный призыв к учреждению Конгресса негритянских рабочих США (ANLC), кроме него в списке были Отто Холл и Отто Хуисвуд. ANLC была основана в присутствии 500 делегатов в Чикаго в конце октября того же года как организация-преемница утратившего свою актуальность Африканского кровного братства. Делегаты, присутствовавшие на учредительном съезде, включали в себя в основном представителей профсоюзов и различных общественных организаций, а также неассоциированных представителей рабочего класса, а не членов так называемой «негритянской интеллигенции». По словам историков, основная масса этих делегатов-основателей была «из тех чернокожих, о которых, по мнению коммунистов, забыли NAACP и Городская Лига».
Кратковременный успех учредительного собрания ANLC был в значительной степени результатом инициативы Форт-Уайтмана. В качестве избранного главы временного организационного комитета ANLC, Ловетт путешествовал по югу и северо-востоку страны, выступая перед бесчисленными группами чернокожего населения, пытаясь убедить их поддержать новые усилия и утверждая, что новая организация необходима, чтобы «представить дело рабочего-негра». Оставаясь руководителем до 1927 года, Форт-Уайтмен завербовал в КП США Отто Холла (Otto Hall), Гарри Хейвуда (Harry Haywood), Роя Махони (Roy Mahoney), Уильяма Паттерсона (William Patterson) и Квеку Банколе (Kweku Bankole). Успешная организационная работа принесла ему известность по всей стране, а консервативный журнал Time назвал Форт-Уайтмена «самым красным из черных».
Под руководством Форт-Уайтмена Комм. партия США впервые достигла значительных успехов в вербовке чернокожих рабочих. Однако, некоторые видные американские коммунисты выступали против создания ANLC и назначения Ловетта ещё в 1925 году, поскольку часть из них считали, что у них есть революционные полномочия, превосходящие полномочия Форт-Уайтмена. Яркая и независимая харизма Форт-Уайтмена шла вразрез с политикой Коминтерна и интересами ряда черных руководителей КП США. Так, Форт-Уайтмен не спешил поддержать права афроамериканцев в чёрном поясе американского Юга, у него также не вызывал восторга призыв Коминтерна к самоопределению темнокожих. В мае 1927 года его обвинили в «левой сектантской политике и некомпетентном руководстве» и отстранили от лидерства ANLC.
Но даже после утраты своего важного положения, Форт-Уайтмен все ещё рассматривался черными руководящими элитами компартии как обуза, он не имел большой поддержки и у белых членов партии. Новым чернокожим руководителям КП США не нравилось иметь около себя поверженного соперника, поэтому Коминтерн дал Ловетту работу в Москве, в немалой степени благодаря его предыдущему вкладу в партию и своему опыту работы в Советском Союзе. Его включили в группу из восьми перспективных чернокожих делегатов, участвовавших в специальной московской конференции в июне 1928 года. После этой конференции Форт Уайтмен решил остаться в Советском Союзе.

### Деятельность в Советском Союзе
Ещё в 1924 году Ловетт Форт-Уайтмен стал первым афроамериканцем, посетившим Коммунистический университет трудящихся Востока в Москве. Приехав на Пятый Конгресс Коминтерна в качестве делегата компартии США, он жестко критиковал её за отсутствие «негритянской работы», неспособность признать расу движущей силой угнетения чернокожих и неспособность организовать американских чернокожих, такая речь даже была опубликована в газете «Коммунистический Интернационал». Ловетт жаловался в частной переписке Григорию Зиновьеву на бездействие КП США и отсутствие поддержки негритянских кадров и предлагал Зиновьеву учредить Африканский национальный трудовой конгресс (это непосредственно привело к созданию ANLC). Ловетту пришлось вернуться в США, чтобы занять руководящую должность и отстаивать права чернокожих американцев.
Форт-Уайтмен был женат во время своего первого визита в Москву в 1924 году, но жена Оливия уже не сопровождала его в 1928 году. К тому времени соперники по партии публично осуждали Ловетта как троцкиста, например, об этом заявил Бетрам Вулф в своем докладе Нью-Йоркскому округу КП США, который передали Коминтерну. Американский коммунист Джей Лавстоун (Jay Lovestone) засвидетельствовал в письме к Форт-Уайтмену анти-троцкистские полномочия, которые спасли Форт-Уайтмена на некоторое время, а также сохранили возможность его участия в Шестом конгрессе Коммунистического Интернационала в качестве делегата КП США с правом решающего голоса. Именно после специальной негритянской конференции и Шестого конгресса Ловетт решил остаться в Советском Союзе.
Форт-Уайтмен быстро нашёл работу учителя и преподавал физику, химию и математику в англо-американской школе № 24 на Большой Висовской улице в Москве. Он также проводил агрономические исследования в Московском университете, занимаясь рыбоводством, регулярно читал лекции о расизме в США и преподавал в различных учебных заведениях. Будучи превосходным оратором, Форт-Уайтмен часто посещал лекционные туры по промышленным и сельскохозяйственным центрам. Работа в качестве публичной фигуры и его связи с такими светилами, как Григорий Зиновьев, позволяли Форт-Уайтмену хорошо одеваться и носить «такую обувь, которая была недоступна в России». Однако к 1933 году Форт-Уайтмен пожелал вернуться в Соединённые Штаты, чтобы продолжить политическую организационную работу в компартии США.
Соперники не разделяли его стремление, КП США отклонила просьбу. Вполне вероятно, что Форт-Уайтмен не знал о полном контроле за передвижением лиц между Соединёнными Штатами и Советским Союзом со стороны компартии США через Коминтерн. Кроме того, Форт-Уайтмен использовал псевдоним «Юджин Норрис» при въезде в Советский Союз, что было серьёзным преступлением в Коминтерне. Спустя три года — в 1932 году Ловетт сделал своё положение ещё более опасным: он был исключён из Коммунистической партии Советского Союза за неуплату взносов.
Форт-Уайтмен был неосторожно откровенен в политических вопросах из-за чувства собственной важности со времен своей работы в ANLC, он читал лекции в Москве, не уделяя внимание слежке НКВД, назначал встречи с чернокожими на вокзалах, пытаясь обратить их в свою веру в коммунизм, а также позиционировать себя в качестве наставника негритянской американской колонии в Москве. Среди ошибок Форт-Уайтмена была и привычка подчеркивать расовое сознание среди чернокожих эмигрантов в безрасовом советском обществе Коминтерна. Он слишком симпатизировал и доверял другим афроамериканцам и членам КП США в Москве, таким как Уильям Паттерсон и Джеймс Форд, которые тайно подавали отчёты в Коминтерн, утверждая, что он занимает позиции, противоречащие политике движения.
В 1935 году состоялось заседание комитета Коминтерна с участием Эрла Браудера, Уильяма Шейдермана, Сэм Дарси, И. Мингулина из Англо-американского секретариата и Гехарта Эйслера, на котором было решено, что «товарищи Патерсон [Уильям Паттерсон, юрист из высшего эшелона КП США] и Форд обсудят вопрос о Форт-Уайтмене». Это усугубило проблемы Ловетта, поскольку он был упомянут в недатированном отчёте КП США как открыто «выступающий за Троцкого», а американский представитель в Коминтерне Пэт Тухи назвал Форт-Уайтмена «троцкистом». Однако, роковой ошибкой Ловетта стала критика в адрес «Пути белых» (The Ways of White Folks) Лэнгстона Хьюза во время дискуссии в иностранном клубе. Уильям Паттерсон отметил это как контрреволюционную деятельность и обвинил Форт-Уайтмена в открытой антикоминтерновской линии в национальном вопросе, которую тот распространяет среди негритянских товарищей в России и за рубежом. Паттерсон напомнил, что Форт-Уайтмен находится в России в качестве агента американского консульства и пользуется положением, чтобы развратить негритянские элементы как «свой человек среди негров». Объявление Ловетта контрреволюционером дало возможность соперникам в компартии США успешно предотвратить его возвращение на родину, что фактически подписало ему смертный приговор и арест.
20 марта 1936 года в письме из Коминтерна, содержащем донос Паттерсона, сообщалось об отказе в его просьбе вернуться в США. Вскоре после разоблачения Форт-Уайтмена, его вызвали в НКВД, откуда он не вернулся.

### Арест и смерть
В начале 1937 года Наркомвнудел начал массовую кампанию арестов и наказаний предполагаемых шпионов, саботажников и нелояльных лиц, в первую очередь преследуя членов коммунистической партии и экономических лидеров. Ловетт Форт-Уайтмен подал заявление о разрешении вернуться домой в Соединённые Штаты именно в это время. Через три недели после отказа Форт-Уайтмен был осуждён за выражение «контрреволюционных» настроений и 1 июля 1937 года приговорен к пяти годам ссылки. Сначала его отправили в Семипалатинск (Казахстан), где он какое-то время работал учителем.
Однако террор продолжал нарастать, уже 8 мая 1938 года приговор был пересмотрен и заменён по более строгим статьям 58-2, 58-6 УК РСФСР (вооружённое восстание и шпионаж), что каралось пятью годами в системе лагерей ГУЛАГа. Форт-Уайтмен был отправлен на Колыму в ЮГПУ «Юглаг», который относился к системе лагерей Севвостлага, находившихся под руководством государственного треста «Дальстрой» в Магаданской области — особенно суровой части советского Дальнего Востока. Отделению Юглага и лагерям, находившимся в его ведении, была поручена добыча золота и олова. Жестоко перегруженным каторжникам умышленно подавалось неадекватно питание, а суровый зимний климат сильно подорвал здоровье Форт-Уайтмена, и его состояние быстро ухудшилось. По словам знакомого Роберта Робинсона, который видел Форт-Уайтмена, его жестоко избили за невыполнение нормы работы. Ловетт Форт-Уитмен умер 13 января 1939 года от болезни, связанной с недоеданием, в возрасте 49 лет. Судя по свидетельству о смерти, заполненному в больнице Юглага «Южного горно-промышленного управления» в Усть-Таёжном, Форт-Уайтмен с большой вероятностью работал на шахте «Таёжник» (близ посёлка Оротукан).
Согласно документам, хотя свидетельство о смерти Форт-Уайтмена относится к ОЛП ЮГПУ «Юглаг», необходимость увеличения производства олова привела к реформам в октябре 1938 года, которые предшествовали смерти Ловетта и привели к реорганизации Юглага в «Юго-Западное Горно-промышленное управление» Юзгпу с центром в Усть-Утиной. В его ведении находился комплекс лагерей, включая «Таёжник» и поселок Усть-Таёжный, в котором Ловетт Форт-Уайтмен умер.